# Świerszczokaraczany
Świerszczokaraczany (Grylloblattodea) – rząd owadów.